# Citi Open 2024
Открытый чемпионат Вашингтона 2024 (по спонсорским причинам известный как Mubadala Citi DC Open 2024) — профессиональный теннисный турнир, который разыгрывался на открытых твёрдых кортах комплекса «William H.G. FitzGerald Tennis Center».
Турнир-2024 является 55-м по счёту, проводящимся здесь для мужчин и 12-м по счёту, проводящимся здесь для женщин. В этом году мужское соревнование относилось к категории ATP 500 с призовым фондом в 2,2 миллиона долларов, а женское — к категории WTA 500 с призовым фондом в 922,5 тысяч в той же валюте.
Соревнования проходили в Вашингтоне с 29 июля по 4 августа 2024 года. Турнир входил в серию соревнований, расположенную в календаре между Уимблдоном и Открытым чемпионатом США.
Прошлогодние победители:
- в мужском одиночном разряде —  Дэниел Эванс
- в женском одиночном разряде —  Кори Гауфф
- в мужском парном разряде —  Максимо Гонсалес и  Андрес Мольтени
- в женском парном разряде —  Лаура Зигемунд и  Вера Звонарёва

## Общая информация
Вашингтонский приз занимал в 2024-м году ту же неделю, что и олимпийский турнир. Все игроки, представляющие Россию и Беларусь, выступавшие на американских кортах, были заявлены в нейтральном статусе.
Лидером посева в мужском одиночном турнире был Андрей Рублёв (девятая ракетка мира в тот период). Россиянин добрался до четвертьфинала, а титул достался Себастьяну Корде. Американец выиграл один за другим пять матчей, а в финале справился с Флавио Коболли. Прошлогодний чемпион — Дэниел Эванс — не защищал свой титул. Сеянные заняли 12 из 16 мест в третьем раунде, на этой же стадии проиграл сильнейший из представителей квалификации в основном турнире: Хон Сон Чан. Представитель Южной Кореи пробился в этот матч после победы над Кареном Хачановым (третьей ракеткой посева).
Лидером посева в женском одиночном турнире была Арина Соболенко (третья ракетка мира в тот период). Представительница Беларуси добралась до полуфинала, а титул достался Пауле Бадосе. Представительница Испании выиграла один за другим пять матчей, а в финале справилась с Марией Боузковой. Прошлогодняя чемпионка — Кори Гауфф — не защищала свой титул. Сеянные заняли два места в четвертьфиналах, на этой же стадии проиграла сильнейшая из представительниц квалификации в основной сетке — Аманда Анисимова. Представительница США пробилась в четвертьфинал после победы над седьмой сеянной Анастасией Павлюченковой.
Лидерами посева в мужском парном турнире стали Харри Хелиёваара и Генри Паттен (15-я и 19-я ракетка мира в тот период). Представители Финляндии и Великобритании добрались до четвертьфинала, а титул достался Натаниэлу Ламмонсу и Джексону Уитроу. Представители США выиграли три матча, а в финале справились с Рафаэлом Матосом и Марсело Мело. Прошлогодние чемпионы — Максимо Гонсалес и Андрес Мольтени — не защищали свой титул. Сеянные заняли два места в полуфиналах.
Лидерами посева в мужском парном турнире стали Эйжа Мухаммад и Тейлор Таунсенд (32-я и 7-я ракетка мира в тот период). Представительницы США выиграли лишь два из четырёх матчей на корте, а в финале справились с Цзян Синьюй и У Фансянь. Прошлогодние чемпионки — Лаура Зигемунд и Вера Звонарёва — не защищали свой титул. Сеянные заняли три места в полуфиналах.
Мужской одиночный турнир также был отмечен не самой частой, по меркам подобных соревнований, дисквалификацией одного из соперников по ходу матча: Денис Шаповалов не доиграл встречу четвертьфинальной стадии турнира. Причиной стала брань канадца и бросок ракетки в сторону одного из зрителей, который, по мнению теннисиста, мешал его игре. Изначально Шаповалов не получил призовых и рейтинговых очков за турнир в Вашингтоне, но затем решение было изменено, и очки и призовые были возвращены.

## Соревнования

### Мужчины. Одиночный турнир
- Себастьян Корда обыграл  Флавио Коболли со счётом 4-6 6-2 6-0.
- Корда выиграл 1-й одиночный титул в сезоне и 2-й за карьеру в основном туре ассоциации.
- Коболли сыграл дебютный одиночный финал за карьеру в основном туре ассоциации.

### Женщины. Одиночный турнир
- Паула Бадоса обыграла  Марию Боузкову со счётом 6-1 4-6 6-4.
- Бадоса выиграла 1-й одиночный титул в сезоне и 4-й за карьеру в основном туре ассоциации.
- Боузкова сыграла 2-й одиночный финал в сезоне и 7-й за карьеру в основном туре ассоциации.

### Мужчины. Парный турнир
- Натаниэл Ламмонс /  Джексон Уитроу обыграли  Рафаэла Матоса /  Марсело Мело со счётом 7-5 6-3.
- Ламмонс выигрывает 3-й парный титул в сезоне и 9-й за карьеру в основном туре ассоциации.
- Уитроу выигрывает 3-й парный титул в сезоне и 9-й за карьеру в основном туре ассоциации.

### Женщины. Парный турнир
- Эйжа Мухаммад /  Тейлор Таунсенд обыграли  Цзян Синьюй /  У Фансянь со счётом 7-6(0) 6-3.
- Мухаммад выигрывает 2-й парный титул в сезоне и 10-й за карьеру в основном туре ассоциации.
- Таунсенд выигрывает 3-й парный титул в сезоне и 7-й за карьеру в основном туре ассоциации.